# Zoran Mikulić
Zoran Mikulić (24 ottobre 1965) è un ex pallamanista e allenatore di pallamano croato.

## Palmarès

### Olimpiadi
- 1 medaglia:
  - 1 oro (Atlanta 1996)